# Marc Fournier (Autor)
Marc Jean Louis Fournier (Pseudonym: Marc-Fournier; * 1818 in Genf; † 5. Januar 1879 in Saint-Mandé) war Schweizer Schriftsteller und Theaterdirektor.

## Leben
Fournier studierte in Genf und ging dann 1838 nach Paris, um dort als Schriftsteller zu arbeiten. Sein Geld verdiente er zunächst als literarisch-Kritischer Mitarbeiter verschiedener Zeitschriften, so war er einige Zeit Redakteur bei Le Corsaire. Später wurde er Schauspieler und übernahm 1851 als Direktor das Théâtre de la Porte Saint-Martin, das gerade Konkurs gegangen war. Er führte es mit Glück und Geschick, bis das Haus 1868 wieder Bankrott ging. Nach einem recht luxuriösen Leben waren seine letzten Jahre eher von Armut gekennzeichnet.
Er heiratete im Jahr 1844 die Schauspielerin Delphine Baron (1828–1860), eine Schwester des französischen Schauspielers Vincent Baron.

## Werke (Auswahl)
- 1844: Russie, Allemagne et France: révélations sur la politique russe. books.google.de
  - 1846 Übersetzung: Russland, Deutschland und Frankreich: Aufschlüsse über die russische Politik. books.google.de
- 1881: le monde et la comedie.

Theaterstücke
- 1848: Les libertins de Genève. books.google.de
- 1849: Pailasse (in Deutschland: Bajazzo und seine Familie). archive.org.
- 1852: Les nuites de la Seine.books.google.de
- 1852: Manon Lescaut. books.google.de
- 1854: La Bete de bon Dieu. books.google.de